# Stryker Armored Vehicle
Der Stryker ist ein vierachsiger Radschützenpanzer der U.S. Army und beruht auf dem 8×8-Chassis des Piranha III von Mowag (Lizenzbau bei General Dynamics). Er wurde im Jahr 2002 eingeführt. Das U.S. Marine Corps verwendet seit 1983 das technisch eng verwandte, jedoch leichter gepanzerte Vorgängerfahrzeug Piranha II unter der Bezeichnung LAV-25. Der Stryker bildet das Rückgrat der neu geformten sieben Stryker Brigade Combat Teams (SBCT). Die Idee hinter diesen Brigaden ist, hochmobile und kampfstarke Verbände innerhalb von 96 Stunden an jeden Ort der Erde verlegen zu können. Der Transport findet mit den Transportflugzeugen C-5 „Galaxy“, C-17 „Globemaster III“ und C-130 „Hercules“ statt. Aus diesen Transportflugzeugen kann der Stryker auch mit Fallschirmen als Luftfracht ins Zielgebiet abgeworfen werden.

## Überblick
Das Konzept des Stryker wurde 1999 von General Eric K. Shinseki 1999 erdacht. Shinseki war damals Chief of Staff of the US Army. Das Ziel war, eine Fahrzeugplattform in verschiedenen Varianten in Brigaden einzusetzen, die innerhalb von 96 Stunden weltweit verlegbar sein sollten (siehe auch: Transformation der United States Army). 1999 begann das Auswahlverfahren für die ICV-Version (ICV, englisch Infantry Carrier Vehicle; deutsch Infanterietruppentransportfahrzeug). Zur Auswahl standen verschiedene 4-, 6- und 8-rädrige Radpanzer und Kettenfahrzeuge wie das Bionix und eine modifizierte Version des M113A3. Bei der MGS-Version (MGS, englisch Mobile Gun System; deutsch Mobiles Waffensystem) stand noch das M8 Armored Gun System zur Auswahl. Der Sieger wurde nach folgenden Kriterien ausgewählt:
1. Leistung und schnelle Verfügbarkeit
2. Preis-Leistungs-Verhältnis und günstiger Unterhalt
3. Kooperation und Zusammenarbeit

Da die ICV-Version zuerst gewählt wurde und die Wahl auf einen modifizierten Piranha fiel, beeinflusste dies auch die Entscheidung für die MGS-Version.
Die Stryker sind sogenannte „mittlere Kräfte“. Ihre Aufgabe besteht darin, Infanterie schnell und geschützt in das Einsatzgebiet zu transportieren. Brigaden, die mit Stryker-Fahrzeugen ausgerüstet wurden, waren vorher nur leichte Infanteriebrigaden oder, im Falle des 2. US-Kavallerieregiments, nur mit HMMWVs ausgerüstet. Für diese Einheiten ist der Stryker eine deutliche Steigerung von Mobilität, Schutz und Feuerkraft. Strykerbrigaden sind naturgemäß nicht für die Bekämpfung schwerer Einheiten ausgelegt und sind dafür auf Luftunterstützung und Armored Brigade Combat Teams angewiesen.
Im August 2004 wurde ein M1132 Stryker ESV mit Fallschirmen aus einer C-17 abgeworfen. Der Test sollte die Fallschirmabwurfbarkeit der MGS-Version demonstrieren und verlief erfolgreich. Die Stryker können auch mit dem LAPES auf einer Transportpalette abgesetzt werden.
2008 liefen mehrere TARDEC-Programme, um die Stryker Armored Vehicles zu verbessern (siehe unten). Unter anderem wurde ein Fahrzeug von General Dynamics mit neuer Elektronik ausgerüstet, die unter anderem die Steuerung von unbemannten Bodenfahrzeugen wie dem Multifunctional Utility/Logistics and Equipment ermöglichen soll. Dazu gehörte auch ein autonomes Navigationssystem für die Verfolgung eines Führungsfahrzeugs (robotic convoy). 2007 wurde im Yuma Proving Ground eine aktive Radaufhängung mit Ferrofluiden als Dämpfer zur Erhöhung der Fahrzeugstabilität erprobt.

## Technik
Der Panzer hat die Möglichkeit, vom 8×4- in den 8×8-Modus zu wechseln. Er verbraucht dann mehr Treibstoff, weshalb meist im 8×4-Modus gefahren wird. Alle mechanisch bewegten Teile werden pneumatisch und hydraulisch angesteuert. Der Panzer ist in verschiedenen Versionen verfügbar (s. u.), die alle auf demselben Fahrgestell basieren. Die Hauptkomponenten, zum Beispiel Motor, Getriebe, Reifen und Differential, sind stets gleich, um die Logistik zu vereinfachen. Die Innenausstattung der Fahrzeuge kann schnell ausgetauscht werden, um langwierige Reparaturen in Krisengebieten zu vermeiden. Das Fahrzeug besitzt eine automatische Feuerlöschanlage für den Triebwerksraum und den Kampfraum. Der Fahrer kann diese auch manuell aktivieren. Die Reifen haben zum Schutz der Besatzung Notlaufeigenschaften bei Luftverlust. Der Reifeninnendruck kann vom Fahrer über eine Reifendruckregelanlage an das Gelände in den Stufen Asphalt, Schnee/Matsch, Gelände und Notfall (emergency) angepasst werden.

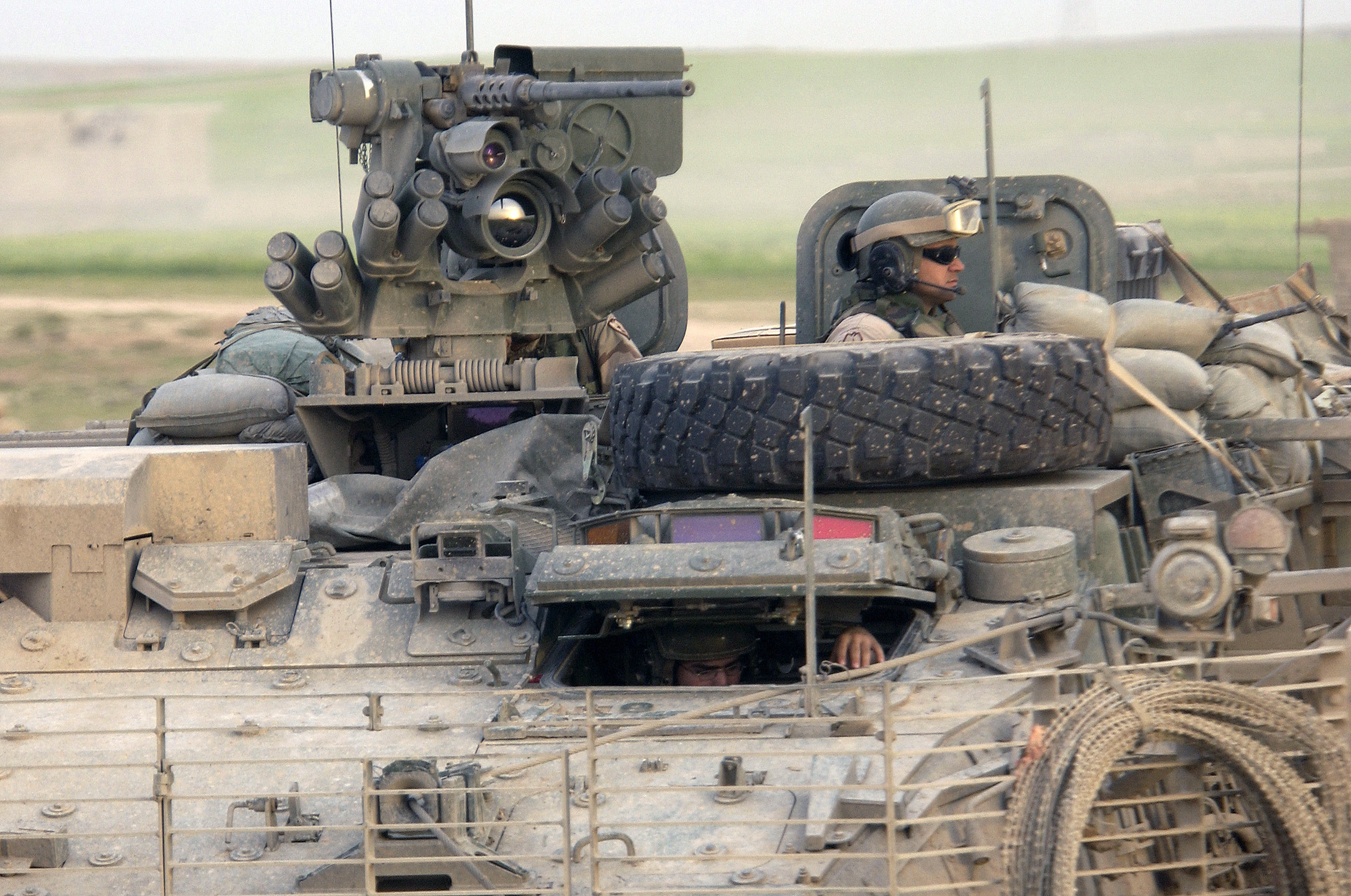
Stryker ICV mit Käfigpanzerung

Die Einstellung ‚Emergency‘ wird verwendet, wenn alle lenkbaren Vorderreifen zerstört wurden.
Jede gewählte Einstellung ist mit einem Tempolimit verbunden; beim Überschreiten wird der Fahrer vom Bordcomputer gewarnt.
Die Elemente eines Stryker Brigade Combat Teams sind nach der Doktrin der netzwerkzentrierten Kriegsführung miteinander vernetzt. So werden zum Beispiel die Infanteriesoldaten der Brigade mit dem Land-Warrior-System ausgerüstet. Mit Hilfe eines OLED-Bildschirms am Helm und speziellen Waffenaufsätzen wie Kameras und Lasern können sie an der vernetzten Operationsführung der Brigade teilnehmen.
Auf der digitalen taktischen Karte wird die Position aller eigenen Einheiten der Strykerbrigade in Echtzeit angezeigt, die Soldaten sind in der Lage, die Position entdeckter Gegner auf der digitalen Karte zu ergänzen. Die Kommunikation der Fahrzeuge und Land-Warrior-Soldaten untereinander und mit höheren Befehlsstellen erfolgen dabei über Textbotschaften (ähnlich einem Chatprogramm), Voice over IP und Datenpaketen (ähnlich E-Mail-Anhängen) zum Senden von Bildern.

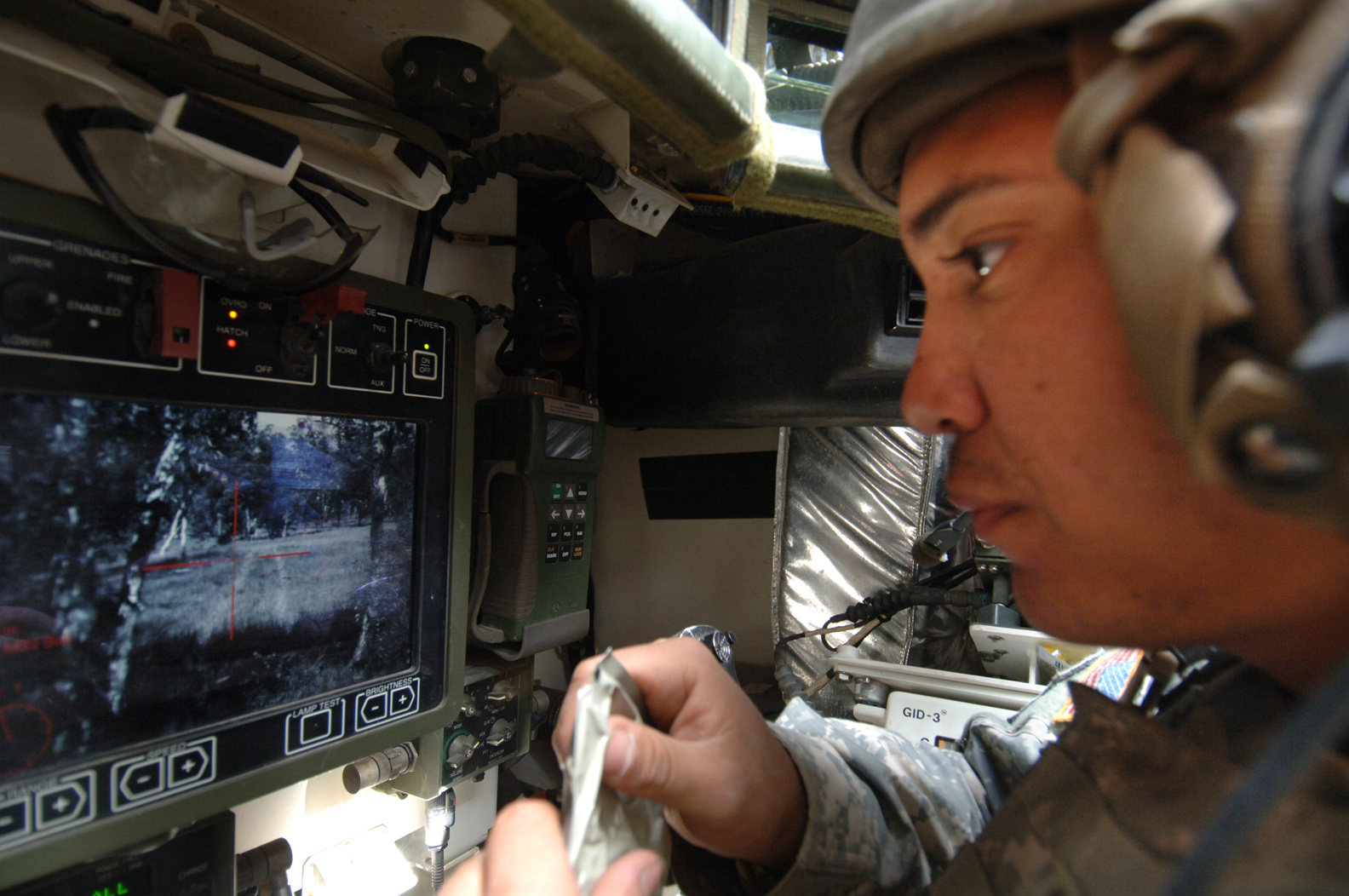
Innenraum des Strykers mit dem Bildschirm zur Steuerung der Bewaffnung

Der Kommandant kann die Umgebung durch ein Wärmebildgerät und Winkelspiegel (360°) beobachten, um den Fahrer beim Navigieren zu unterstützen, da dessen Sichtfeld (90°) durch drei Winkelspiegel begrenzt ist. Die Besatzung kann das Fahrzeug, wenn die entsprechende Software geladen wird, auch als Trainingssimulator nutzen. Die Bedienung der Bordwaffen erfolgt ausschließlich vom Inneren des Fahrzeugs aus. Die Treibstofftanks sind an der Außenseite des Fahrzeugs angebracht, um die Insassen vor Verbrennungen zu schützen. Das Fahrzeug ist nicht schwimmfähig. Eine nachträglich angebrachte 2,5 Tonnen schwere Käfigpanzerung verbessert den Schutz vor Beschuss mit RPG-7 – eine Maßnahme, die inzwischen auch bei anderen Kampffahrzeugen (Leopard 2A6M CAN, M113) angewandt wird. Die Fahrzeuge wurden im Laufe des Bürgerkrieges im Irak mit Störsendern nachgerüstet, um ferngezündete Sprengfallen abzuwehren.

## Varianten

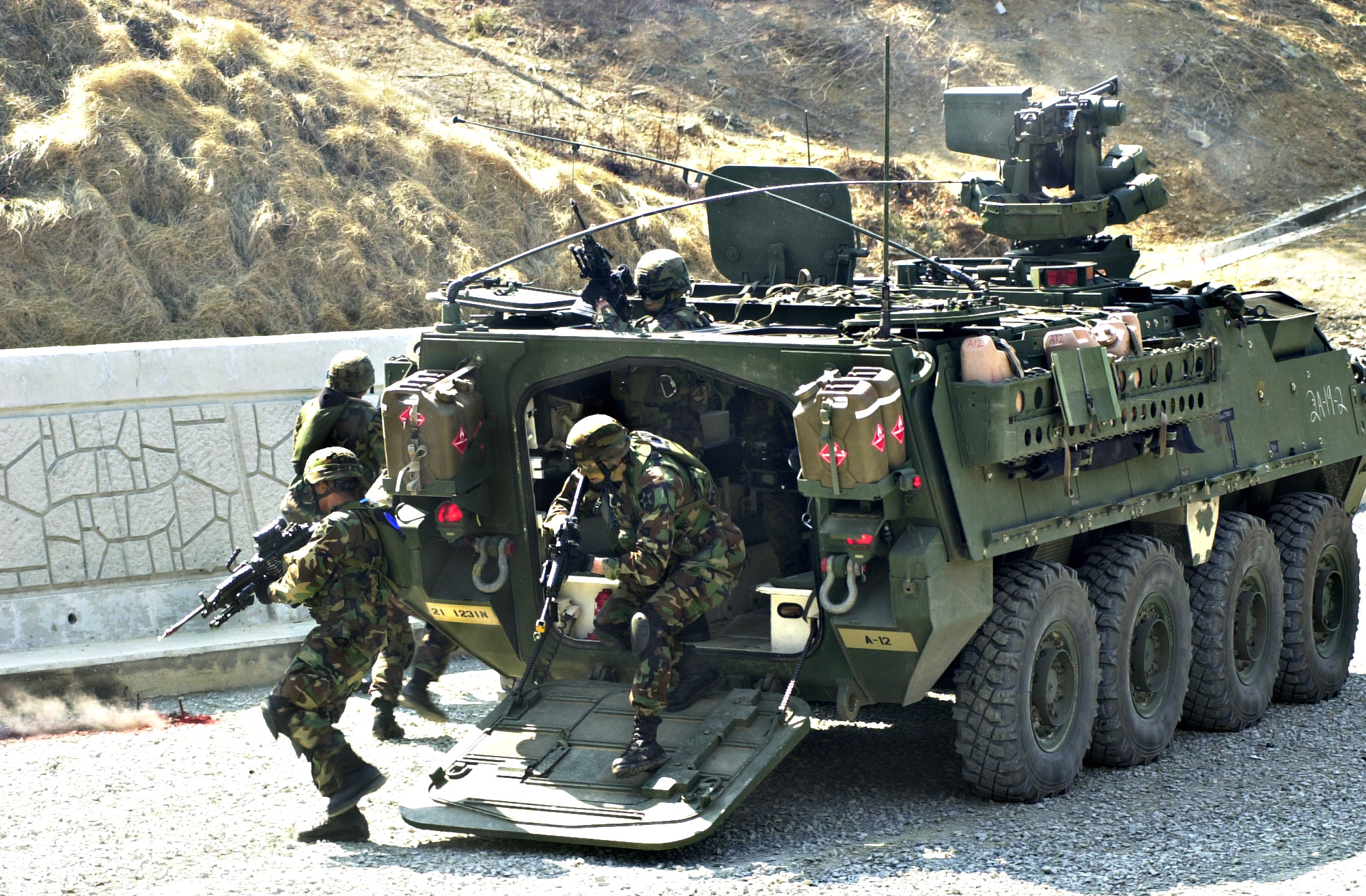
M1126 Stryker ICV in Korea

- M1126 Stryker ICV – Infanterietransporter (Infantry Carrier Vehicle)

Das Infantry Carrier Vehicle (ICV) transportiert eine Infanteriegruppe von neun Mann ins Kampfgebiet und leistet dort Feuerunterstützung. Diese Strykerversion besitzt eine ferngesteuerte Waffenstation vom Typ Protector M151, die es ermöglicht, ein Browning M2 oder einen 40-mm-Maschinengranatwerfer Mk 19 vom Inneren des Fahrzeugs aus zu bedienen. Das Fahrzeug wurde mit einem Stryker Interoperable Vehicle Kit ausgerüstet, um mit dem Land-Warrior-Infanteriesystem kompatibel zu sein. Das Gefechtsgewicht ohne Käfig beträgt etwa 19 Tonnen.

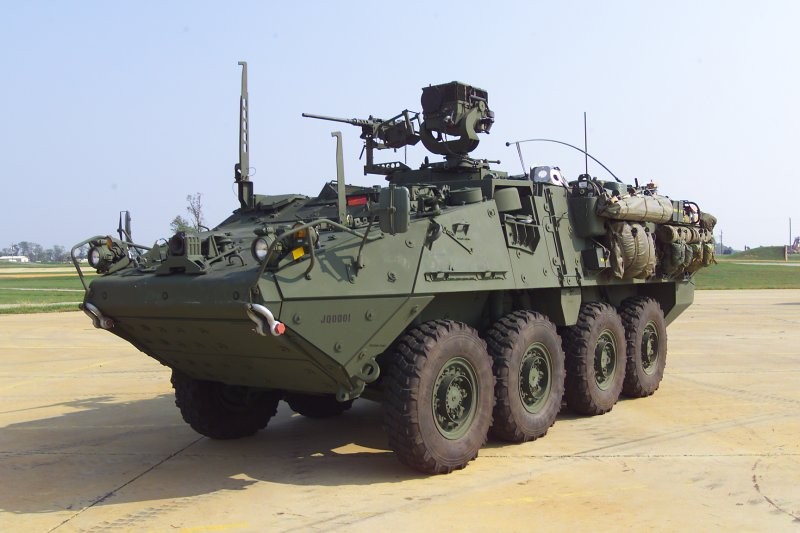
M1127 Stryker RV, gut zu erkennen an dem großen Kamerasystem

- M1127 Stryker RV – Spähpanzer (Reconnaissance Vehicle)

Das Reconnaissance Vehicle (RV) dient der Überwachung und Aufklärung an der Front. Zu diesem Zweck wird ein Kamerasystem und elektronische Ausrüstung an dem Fahrzeug angebracht. Zusätzlich zur Drei-Mann-Besatzung wird ein Spähtrupp von vier Soldaten im Innenraum des Fahrzeugs mitgeführt. Die Soldaten sind auch für HUMINT-Aufgaben ausgebildet. Zur Selbstverteidigung ist eine Protector M151 mit Browning M2 oder Mk-19-Maschinengranatwerfer vorhanden. Das Gefechtsgewicht ohne Käfig beträgt etwa 19 Tonnen.

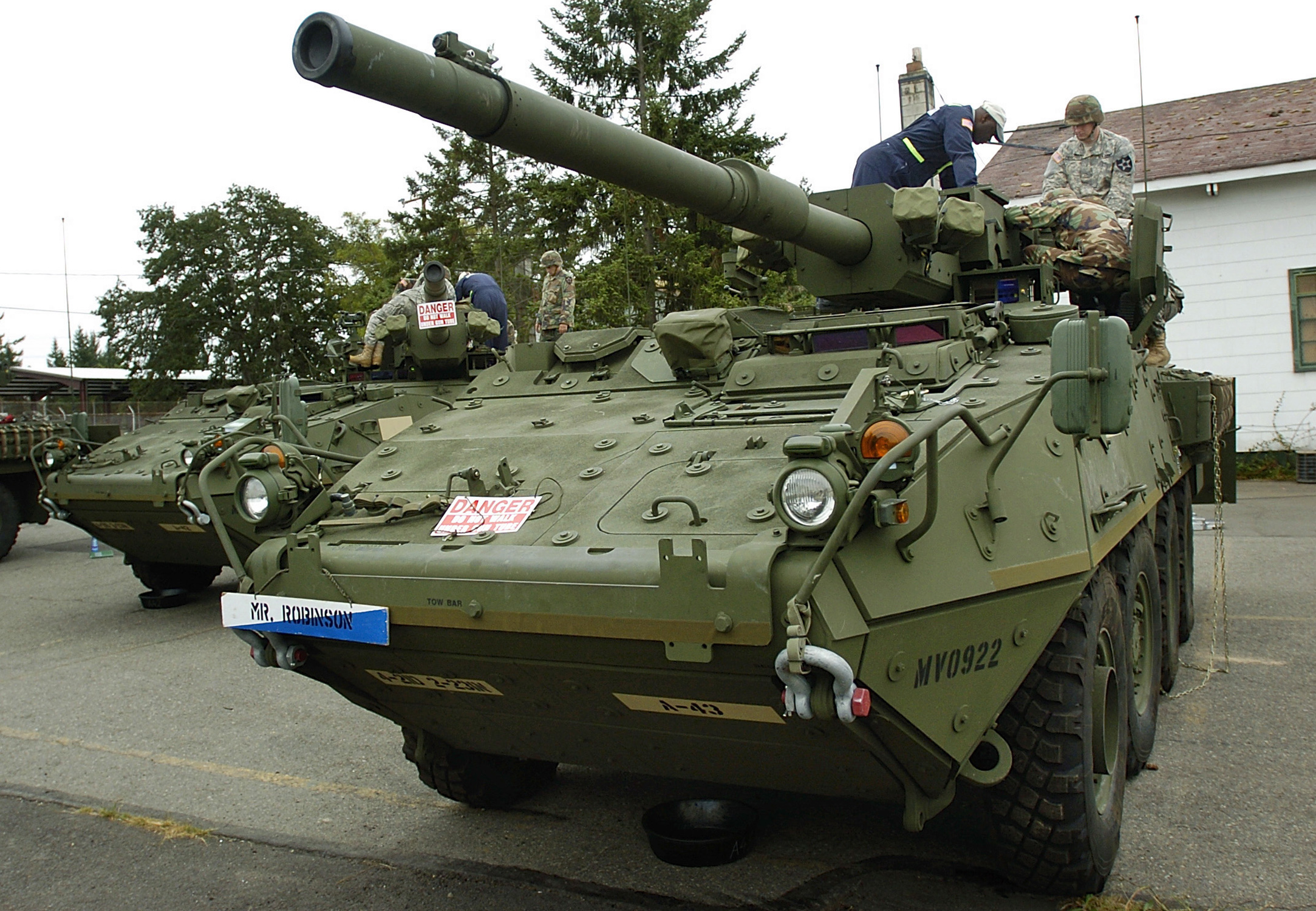
M1128 Stryker MGS mit 105-mm-Kanone

- M1128 Stryker MGS – Mobiles Geschütz (Mobile Gun System)

Das Mobile Gun System (MGS) verwendet eine stabilisierte scheitellafettierte 105-mm-Kanone M68A1E4 mit Autolader, die für den Expeditionary Tank entwickelt wurde. Zusätzlich steht noch ein koaxiales M240-Maschinengewehr zur Verfügung. Der Kommandant kann über seine Luke noch ein Browning M2 bedienen. Es ist kein Ersatz für Kampfpanzer, sondern soll den Stryker Brigades mehr Feuerkraft im Gefecht verleihen. Dies wird auch an dem geringen Munitionsvorrat von 18 Schuss im Autolader deutlich. Das Gefechtsgewicht ohne Käfig beträgt ungefähr 21 Tonnen, die Besatzung besteht aus drei Personen. Die Fahrzeuge sollen 2022 ausgemustert werden.

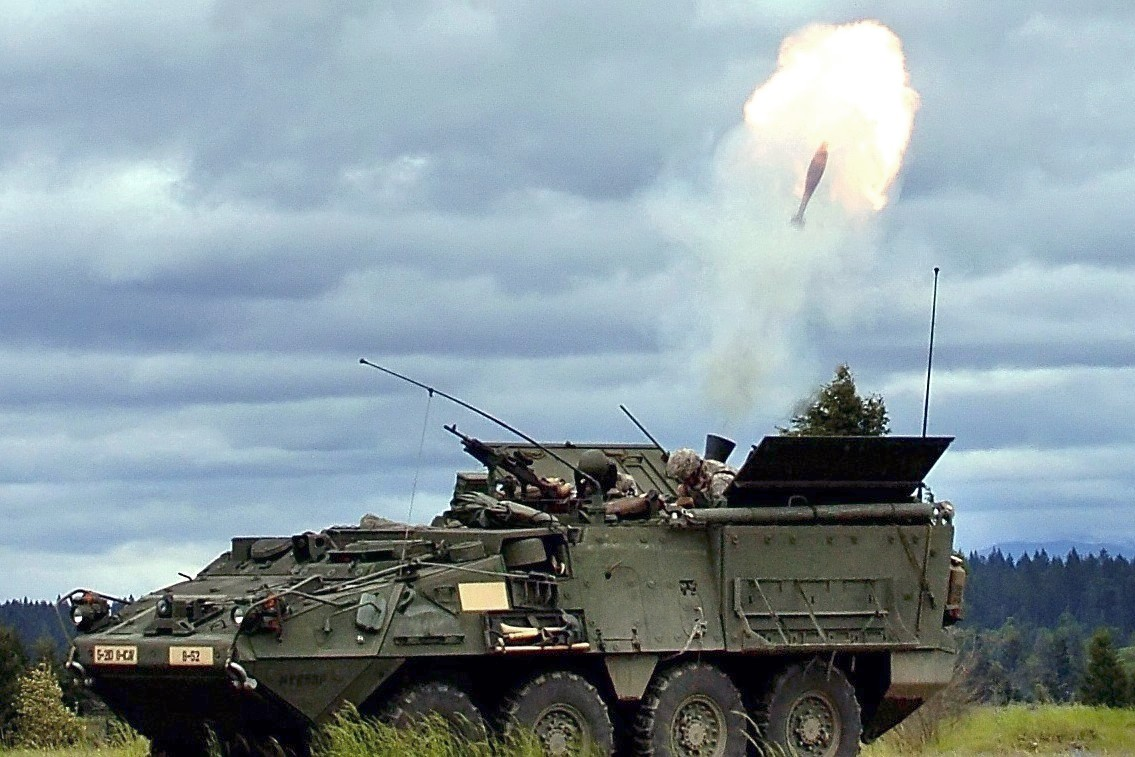
M1129 Stryker MC beim Feuern

- M1129 Stryker MC – Mörserträger (Mortar Carrier)

Der Mortar Carrier (MC) leistet Feuerunterstützung und verschießt mit seinem 120-mm-Mörser verschiedene Granaten (HE, Leuchtmunition, IR-Leuchtmunition, Rauch, gelenkte Munition). Das Fahrzeug kann in drei Minuten in Feuerstellung gehen und innerhalb von zwei Minuten diese Stellung wieder verlassen, um Gegenfeuer zu entgehen. Die Besatzung führt zusätzlich einen 81-mm-M252-Mörser oder einen 60-mm-M224-Mörser mit, der außerhalb des Panzers eingesetzt werden kann. Das Gefechtsgewicht ohne Käfig beträgt rund 19 Tonnen, die Besatzung besteht aus fünf Personen.
- M1130 Stryker CV – Führungsfahrzeug (Command Vehicle)

Das Command Vehicle (CV) ist ein Fahrzeug, mit dessen Ausrüstung für die Brigade die gesammelten Informationen ausgewertet und von dem aus die Stryker im Einsatz befehligt werden. Für die Befehlshaber im Fahrzeug ist deshalb die nötige Ausrüstung (C4ISR, Antennen usw.) vorhanden. Zur Selbstverteidigung ist eine Protector M151 vorhanden. Das Gefechtsgewicht ohne Käfig beträgt ungefähr 19 Tonnen.

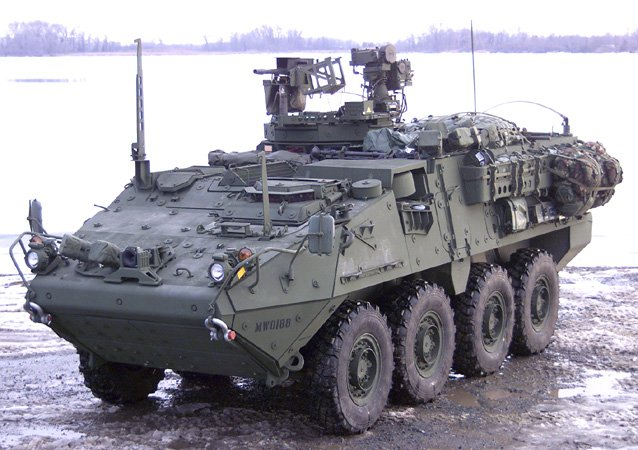
M1131 Stryker FSV

- M1131 Stryker FSV – Feuerunterstützungsfahrzeug (Fire Support Vehicle)

Das Fire Support Vehicle (FSV) dient der Zielaufklärung, um Luft- oder Artillerieunterstützung in das Ziel zu lenken. Der Stryker besitzt das M707 Striker Mission Equipment Package, um ein Gefecht der verbundenen Waffen zu planen und den Einsatz zu befehligen. Zur Selbstverteidigung ist ebenfalls eine Protector M151 mit Browning M2 oder Mk-19-Maschinengranatwerfer vorhanden. Das Gefechtsgewicht ohne Käfig beträgt etwa 19 Tonnen.

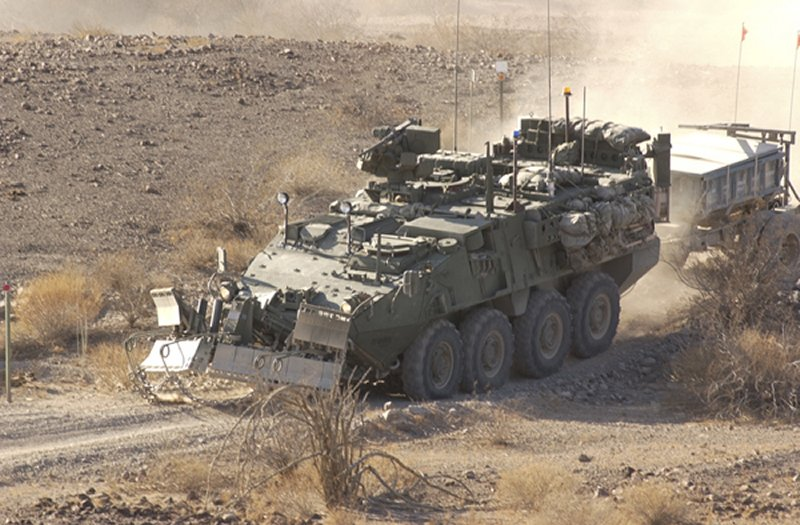
M1132 Stryker ESV mit Anhänger

- M1132 Stryker ESV – Pionierunterstützungsfahrzeug (Engineer Support Vehicle)

Das Engineer Support Vehicle (ESV) ist auf Reparatur, Instandsetzung und das Räumen von Minenfeldern sowie das Beseitigen von Hindernissen für die Stryker ausgelegt. Außerdem ist es mit dem Fahrzeug möglich, zum Schutz der eigenen Truppen ein Gebiet einzunebeln, um dem Gegner die Sicht zu nehmen. Eine Protector M151 ist vorhanden, das Gefechtsgewicht ohne Käfig und Anhänger beträgt etwa 19 Tonnen.

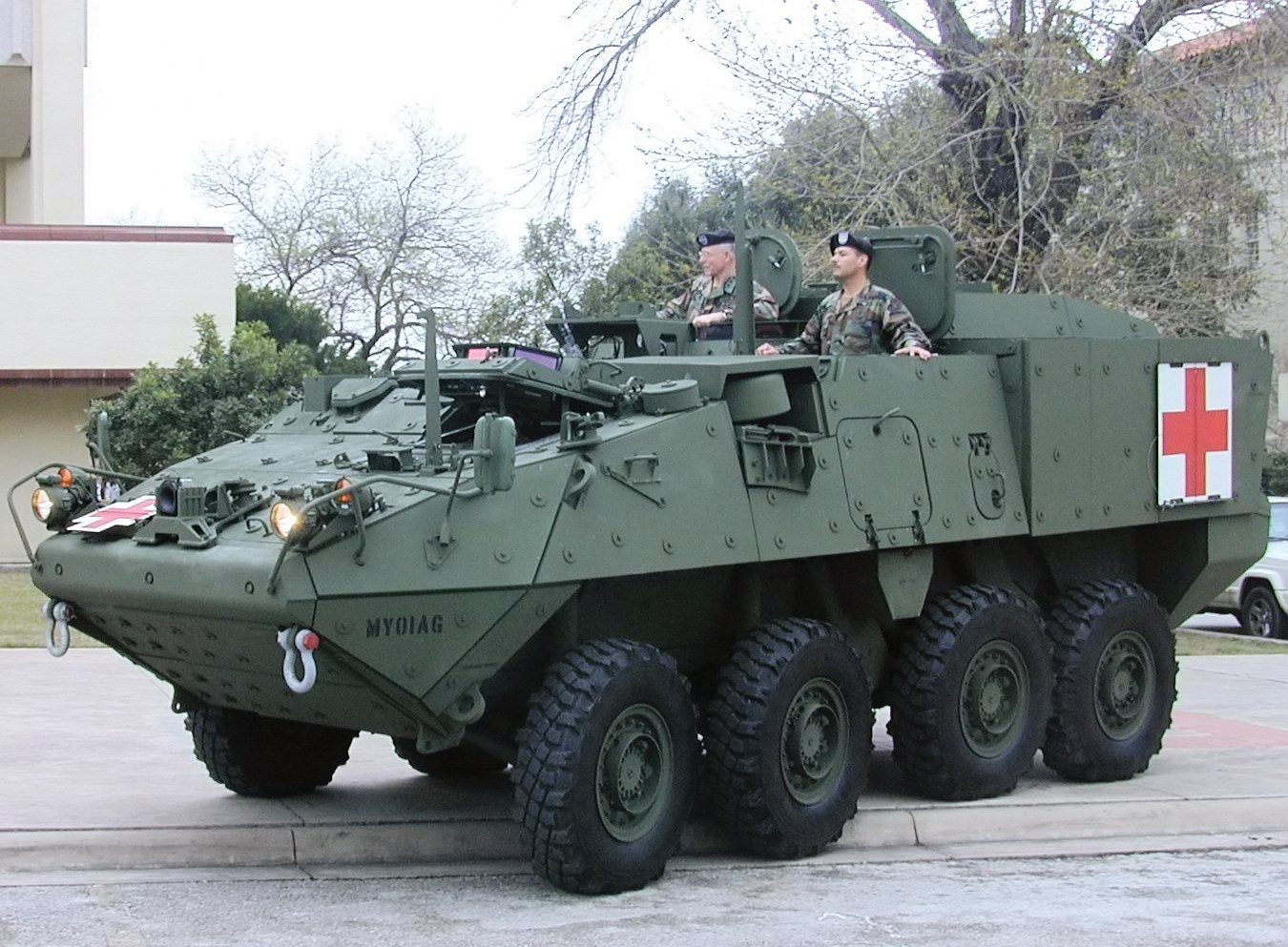
M1133 Stryker MEV im Fort Lewis

- M1133 Stryker MEV – Sanitätsfahrzeug (Medical Evacuation Vehicle)

Das Medical Evacuation Vehicle (MEV) ist das Sanitätsfahrzeug für Einheiten der Strykerbrigade. In ihm können schwere Verletzungen behandelt werden, während die Insassen vor Beschuss geschützt sind. Es ist Platz für vier liegende oder sechs sitzende Patienten. Das Fahrzeug ist unbewaffnet, da es mit dem Roten Kreuz als Schutzzeichen versehen ist.

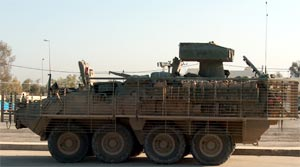
M1134 Stryker ATGM bewaffnet mit TOW

- M1134 Stryker ATGM – Panzerjäger (Anti Tank Guided Missile)

Der Anti Tank Guided Missile-Stryker ist mit einem 0,5-Meter-Mast mit einem Zweifachstarter für TOW-Raketen und einem M240-Maschinengewehr ausgerüstet. Da die Strykerbrigaden nicht für den Kampf gegen schwerere Einheiten konzipiert sind, ist der M1134 nur für den Notfall gedacht. Das Gefechtsgewicht beträgt rund 19 Tonnen.
- M1135 Stryker NBC RV – ABC-Spürfahrzeug (NBC Recon Vehicle)

Das NBC Recon Vehicle (NBCRV) dient dem Aufspüren von atomaren, biologischen und chemischen Kampfstoffen unter vollem eigenem ABC-Schutz. Er basiert im Wesentlichen auf dem M93A1 Fox des deutschen Herstellers Rheinmetall Landsysteme. Der M1135 verfügt über eine RWS-Waffenstation. Zur ABC-Identifizierung ist er mit der CBRN-Sensoreinrichtung ausgerüstet.
- Stryker SPH – Haubitze (Self Propelled Howitzer)

Der Stryker SPH wurde 2004 als Prototyp einer Artillerieselbstfahrlafette von General Dynamics (Fahrzeug) und Denel (Turm mit Geschütz) vorgestellt. Im November 2005 wurde erfolgreich die Möglichkeit demonstriert mit dem Fahrzeug den Strykerbrigaden mehr indirekte Feuerkraft zu verleihen, allerdings wurde das Projekt nicht fertig entwickelt.

## Kampfeinsätze
Für die USA war der Stryker im Irakkrieg und im Krieg in Afghanistan 2001–2021 im Einsatz.
Im Russisch-Ukrainischen Krieg wird der Stryker von der Ukraine eingesetzt. Laut dem Oryx-Blog gingen mit Stand Mai 2025 mindestens 63 M1126 und mindestens neun M1132 verloren.

## Kontroverse

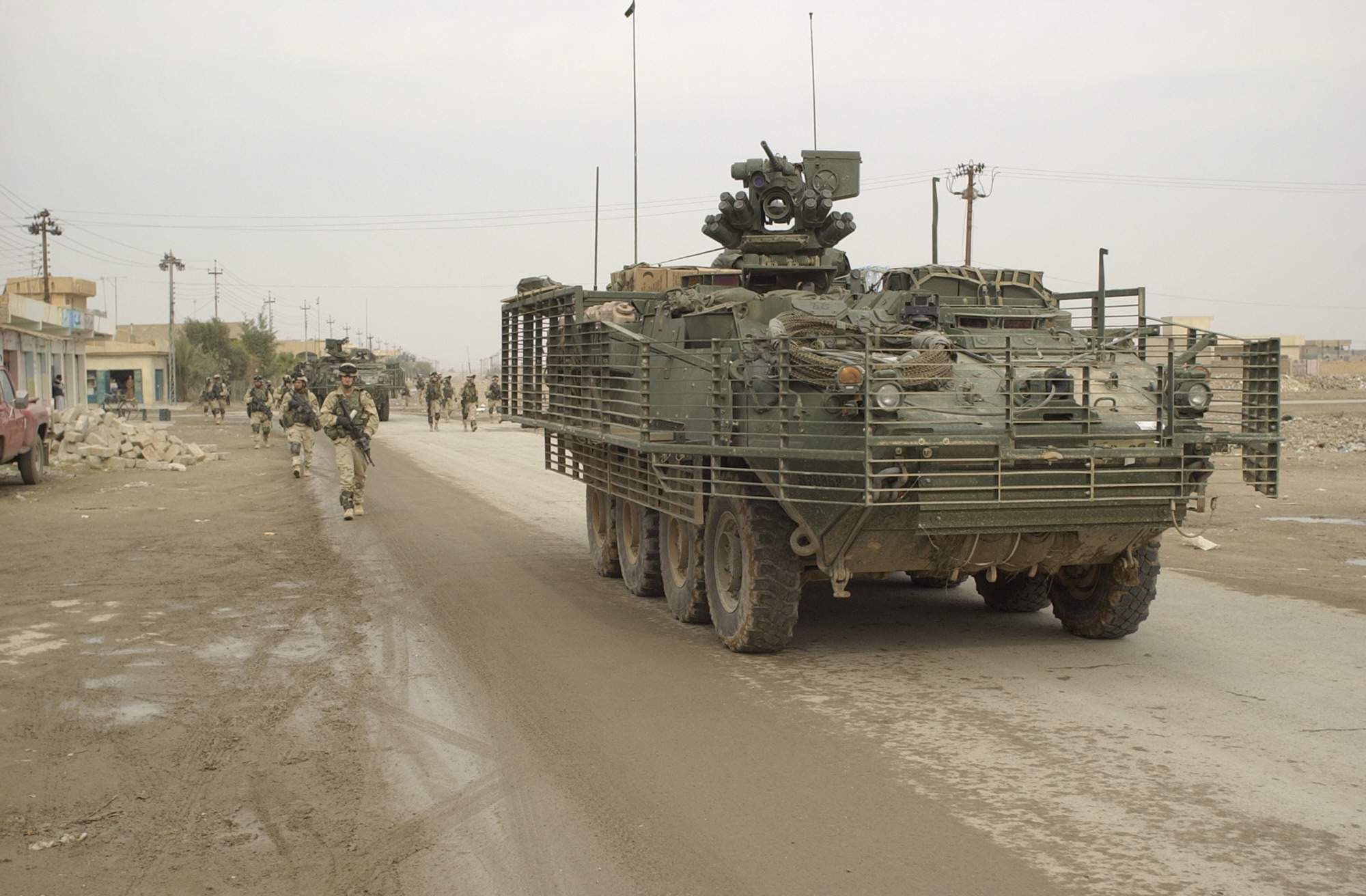
Stryker ICV mit Käfig gegen RPGs auf Patrouille in Samarrah, Irak

Im Zuge der steigenden Anschlagszahlen während der Besetzung des Irak 2003–2011 kam es zu einer weitläufigen Kontroverse um das Fahrzeug. Dabei wurde vielfach wegen der Beschussempfindlichkeit der Reifen die Wahl eines Radpanzers kritisiert. Ebenfalls in der Kritik stand der mangelnde Schutz vor RPG-7-Panzerabwehrhandwaffen. Von 7,62 × 51 mm WC an Seite und Heck, bis 14,5 × 114 mm b32 frontal aus 500 Metern Entfernung. Um die Defizite auszugleichen, wurden die Fahrzeuge nachträglich mit einer Käfigpanzerung versehen, die jedoch die Geländegängigkeit verschlechtert und den Schwerpunkt der Fahrzeuge erhöht. Ferner erhöht sie den Schutz gegen improvisierte Sprengkörper nicht. Ein weiterer entscheidender Nachteil des ICV ist, dass das Maschinengewehr nicht stabilisiert ist, was ein zielgenaues Feuern während der Fahrt im Gelände unmöglich macht. Die Stabilisierungsmechanik wurde weggelassen, um Kosten zu sparen.
Im Zuge der teilweise sehr emotional geführten Debatte (ähnlich wie die Debatte um die NATO-Munition 5,56 × 45 mm) wurden Argumente vorgebracht, die sich eher mit dem ungünstigen Verlauf des Konfliktes als mit technischen Details erklären lassen. Nicht erwähnt wurde beispielsweise:
- Kein vorher existierendes Radfahrzeug war in der Lage, RPG-7-Beschuss in die Seite zu widerstehen – die zur Auswahl stehenden Kettenfahrzeuge wie Bionix und M113A3 ebenso wenig. Das gilt auch für die Panzer M1 Abrams und M2 Bradley, die nachgepanzert werden mussten.
- Die Strykerbrigaden waren vorher mit M113 und HMMWVs ausgestattet, mit denen die Verluste noch höher gewesen wären.
- Kein M1 Abrams oder M2 Bradley wurde durch die Stryker ersetzt.
- Der M113-Mannschaftstransportwagen kann bereits von Gewehrmunition durchschlagen werden; er war mit Käfigpanzerung versehen ebenfalls im Irak im Einsatz.
- Alle NATO-Armeen setzen verstärkt auf Radpanzer, da die Vorteile im Einsatz die Nachteile offensichtlich überwiegen.
- Der Schutz vor IEDs wurde bisher bei keinem existierenden Panzer berücksichtigt.

## LAV-H Stryker
Aufgrund der im Irak gewonnenen Erfahrungen werden die Stryker einer Kampfwertsteigerung unterzogen. Diese beinhaltet:
- Doppelter V-förmiger Unterboden gegen Minen und Sprengfallen[9]
- stärkere Seitenpanzerung
- Beseitigung von Geschossfangstellen an den Luken
- spezielle minensichere Sitze
- nichtbrennbare Reifen
- vollstabilisierte Waffenstation
- stärkerer Generator für leistungsfähigere Anti-IED-Störsender
- Lithium-Ionen-Akku als Fahrzeugbatterie
- neuer Datenbus
- verbessertes Fahrwerk für bis zu 27 Tonnen

Die Maßnahmen führen zu einer Gewichtszunahme auf bis zu 25 Tonnen, auf die Käfigpanzerung soll dann verzichtet werden.

## Nutzerstaaten
Vereinigte Staaten
- 4466 Stryker in verschiedenen Varianten durch das amerikanische Heer

 Thailand
- 130 Stryker in verschiedenen Varianten durch das thailändische Heer[12]

 Ukraine
- mehr als 400 Stryker (im Rahmen der Auslandshilfen für die Ukraine von den USA enthalten)[13]

### Zukünftige
Bulgarien
- ca. 200 Stryker geplant in verschiedenen Varianten (Stand 2023)[14][15]

 Nordmazedonien
- 54 Stryker geplant (Stand 2022)[16]